# Melanophryniscus atroluteus
Melanophryniscus atroluteus es una especie de anfibios de la familia Bufonidae. Su cuerpo es negro azabache, generalmente sin manchas amarillas en el dorso. Ventralmente tienen pequeñas manchas amarillas, naranjas y rojas. Se destaca una mancha en la cara ventral del muslo y parte del abdomen. Las palmas y las plantas son rojas.
Se encuentra en Argentina (Entre Ríos, Corrientes y Misiones), Brasil (Río Grande do Sul), Paraguay y Uruguay (Artigas, Cerro Largo, Lavalleja, Paysandú, Salto y Treinta y Tres).
Su hábitat natural incluye praderas inundadas en algunas estaciones y a baja altitud, marismas intermitentes de agua dulce, tierra arable, zonas de pastos, canales y diques. Su comportamiento reproductor y defensivo son similares a los de otra especie de su género, el M. Montevidensis

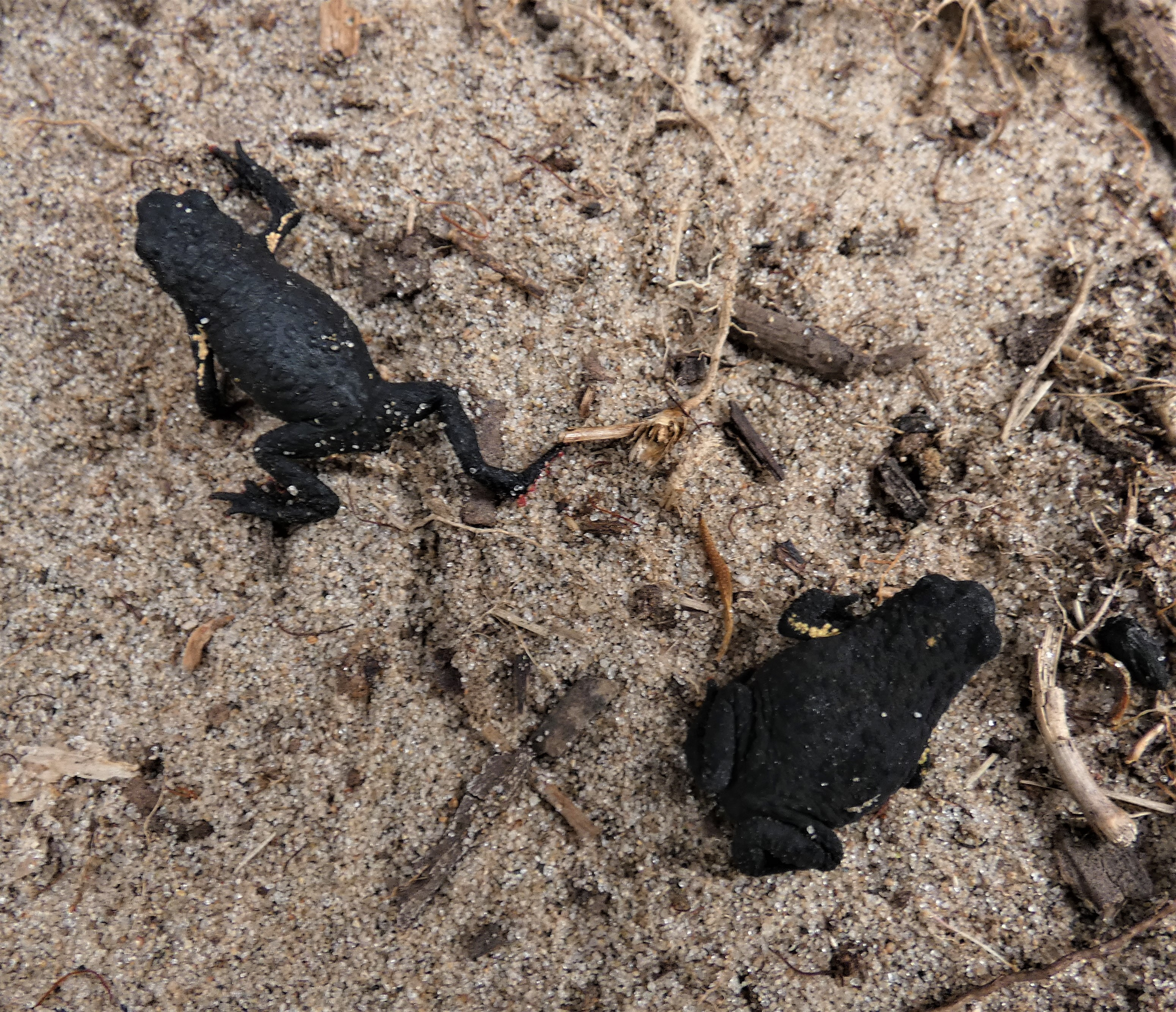